# 陳長祚
陳長祚（1545年—1633年），字以介，号培所，福建福州府長樂縣人，軍籍，明朝政治人物，隆慶辛未進士。天啟年間累官工部尚書。

## 生平
嘉靖四十三年（1564年）甲子科福建鄉試第四十名舉人。隆慶五年（1571年），登辛未科進士。礼部觀政，授直隶高淳知縣，以避嫌改河南泌陽縣知縣，萬曆三年（1575年）升兵部主事，八年擢兵部员外郎、郎中，掌管武库，清理核對积羡十五萬餘，立为岁察之法。萬曆十一年调职方司，十二年（1584年）三月升湖广右参政，次年患病致仕。
萬曆三十六年（1608年）七月起复河南右参政，三十八年二月升山西按察使，三十九年升陕西右布政使，兵备榆林，操坚氷蘖，尤悉心边务，厉兵秣马，增城浚隍。每入都御史刘敏宽幕画便宜，靡不竒中。萬曆四十二年（1614年）二月报延鎮三大捷，朝廷赐白镪焉，不久致仕。
天啓二年（1622年）四月起升南京太常寺卿，三年二月升南京工部右侍郎，四年正月升工部左侍郎，二月官至工部尚书，为给事中王鸣玉所劾，九月被免官。

## 家族
曾祖父陳垐（1459年-1517年），字季厚，號遺安，以子陳大用贈山西道御史；祖父陳大倫，以子陳瑞贈山東道監察御史；父陳瑞，曾任廣東按察司按察使。母林氏（封孺人）。具庆下。弟陈长进，举人，官同知。陈长勉，官户部郎中。孫陳翔，進士、翰林。